# Kánaáni nyelvek
A kánaáni nyelvek az afroázsiai nyelvcsaládban a középső-sémi ág ÉNy-i csoportjába tartoznak. A legtöbb közülük viszont már a Kr. e. 1. évezred végén kihalt. Többnyire azokat a nyelveket soroljuk ide, amelyeket az ókori népek Kánaán régiójában beszéltek, úgymint az izraeliták, a föníciaiak, az ammóniak, a moábiták, az edomiták, továbbá azok a népcsoportok, törzsek akiket a Biblia összefoglaló néven kánaánitáknak nevez.

## Nyelvi források
Elsődleges források a Biblián kívül, a kánaáni szavak és szóalakok az egyiptomi Amarna-levelekben és a kánaáni feliratok, például:
- Ammóni nyelv: Ammáni citadella és színház felirata, Tell-Siran-felirat
- Moábi nyelv: Mésa-sztélé, Kerak-felirat, Hesbonnak-Ostraka
- Ókori héber: Gézeri-naptár, Khirbet Qeiyafa osztrakonjai, Siloam (Hiskija)-felirat
- Föníciai nyelv: Ahirám-felirat, Eshmunazar-szarkofág

## Felosztás
Három fő csoportba vagy dialektusba sorolják a kánaáni nyelveket:
Észak-Kánaán-i:
- föníciai (kihalt)
  - föníciai-pun (kihalt)

Dél-Kánaán-i:
- héber
- moábi (kihalt)
- ammoni (kihalt)
- edomi (kihalt)

Egyéb (más lehetséges kánaáni nyelvek):
- ugariti (kihalt)
- amorita (kihalt)
- ekroni vagy filiszteus sémi. Nem összetévesztendő a korábbi filiszteus nyelvvel
- Deir Alla. Nevét az ÉNy-i jordániai ásatás helyszínéről kapta

## Írás
- Ókánaánita ábécé
- Föníciai ábécé
- Héber ábécé

## Fordítás
- Ez a szócikk részben vagy egészben  a   Kanaanäische Sprachen című német Wikipédia-szócikk fordításán alapul.  Az eredeti cikk szerkesztőit annak laptörténete sorolja fel. Ez a jelzés csupán a megfogalmazás eredetét és a szerzői jogokat jelzi, nem szolgál a cikkben szereplő információk forrásmegjelöléseként.
- Ez a szócikk részben vagy egészben  a   Canaanite_languages című angol Wikipédia-szócikk fordításán alapul.  Az eredeti cikk szerkesztőit annak laptörténete sorolja fel. Ez a jelzés csupán a megfogalmazás eredetét és a szerzői jogokat jelzi, nem szolgál a cikkben szereplő információk forrásmegjelöléseként.